# Aloe schilliana
Aloe schilliana ist eine Pflanzenart der Gattung der Aloen in der Unterfamilie der Affodillgewächse (Asphodeloideae). Das Artepitheton schilliana ehrt den deutschen Botaniker Rainer Schill.

## Beschreibung

### Vegetative Merkmale
Aloe schilliana wächst stammbildend und einfach. Der niederliegende Stamm ist kurz. Die 12 bis 15 lanzettlich verschmälerten Laubblätter bilden eine lockere Rosette. Die grüne Blattspreite ist 45 bis 55 Zentimeter lang und 2,5 bis 3,5 Zentimeter breit. An der Blattspitze befinden sich drei Dornen. Die grünen Zähne am Blattrand sind etwa 1 Millimeter lang und stehen gedrängt.

### Blütenstände und Blüten
Der einfache Blütenstand erreicht eine Länge von 50 bis 80 Zentimeter. In den Axillen der sterilen Brakteen werden Bulbillen ausgebildet. Die ziemlich dichten, zylindrischen Trauben sind etwa 13 Zentimeter lang. Die spitzen Brakteen weisen eine Länge von 3,5 bis 4,5 Millimeter auf. Die purpurroten Blüten sind grün gespitzt und stehen an 8 bis 10 Millimeter langen Blütenstielen. Sie sind 30 bis 33 Millimeter lang. Auf Höhe des Fruchtknotens weisen die Blüten einen Durchmesser von 6 bis 7 Millimeter auf. Ihre äußeren Perigonblätter sind auf einer Länge von 10 bis 11 Millimetern nicht miteinander verwachsen.

### Früchte
Die Früchte sind Beeren.

## Systematik und Verbreitung
Aloe schilliana ist auf Madagaskar auf Gneis in Höhen von 200 Metern verbreitet.
Die Erstbeschreibung durch Leonard Eric Newton und Gordon Douglas Rowley wurde 1996 veröffentlicht. Ein Synonym ist Lomatophyllum viviparum H.Perrier (1926).

## Nachweise